# 콘스탄틴 오벨리스크

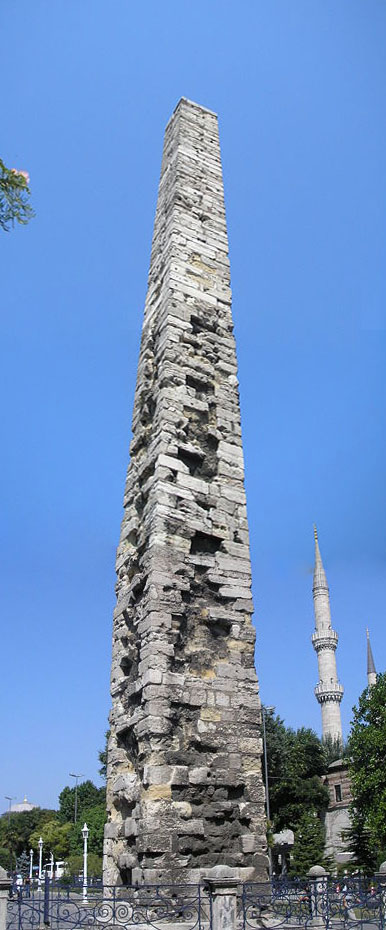
콘스탄틴 오벨리스크

콘스탄틴 오벨리스크(튀르키예어: Örme Dikilitaş, Konstantin Dikilitaşı)는 터키 이스탄불 술탄아흐메트 광장에 위치한 오벨리스크이다.

## 역사
10세기의 황제 콘스탄티누스 7세는 오벨리스크를 콘스탄티노폴리스 경마장 (술탄아흐메트 광장) 반대쪽에 세우게 했다. 원래는 금으로 도금된 청동 판으로 덮여 있었지만, 제4차 십자군에 약탈되었다. 벽돌의 일부 부분이 현존하고 있다.

## 대중문화 속의 오벨리스크
2011년 게임 《어쌔신 크리드: 리벨레이션》에 사이드 미션 장소로 등장한다.